# Jean de Rotrou
 (janvier 2010).
Pour les articles homonymes, voir Rotrou (homonymie).
Jean de Rotrou est un dramaturge et poète français, né le 21 août 1609 à Dreux où il est mort de la peste le 28 juin 1650. Il est le frère de Pierre de Rotrou (1615-1702).

## Biographie
Issu d’une famille de magistrats de la ville de Dreux qui prétendait descendre de l'antique famille des comtes du Perche et vicomtes de Châteaudun, Jean de Rotrou étudie en Normandie et à Paris et, bien que plus jeune de trois ans que Pierre Corneille, il commence à écrire avant lui. En 1628, il devient le dramaturge de la troupe des « Comédiens du Roi » de l’Hôtel de Bourgogne. À de rares exceptions, les seuls événements consignés de sa vie sont les parutions successives de ses pièces et de son recrutement en 1635 dans le groupe dit des « Cinq Auteurs » chargés de mettre en forme les idées dramatiques de Richelieu.
Sa première pièce, la tragi-comédie L'Hypocondriaque ou Le Mort amoureux (représentée en 1628 et publiée en 1631 chez Toussaint du Bray avec une collection d’Œuvres poétiques comprenant des élégies, des épîtres et des vers religieux), est composée alors qu’il n’a que dix-huit ans. Une édition critique de cette pièce a été donnée par Jean-Claude Vuillemin (Droz, 1999).
La deuxième pièce de Rotrou qui nous soit parvenue, La Bague de l’oubli (1635), est une adaptation partielle du Sortija del Olvido de Lope de Vega. C’est la première de plusieurs pièces dans lesquelles Rotrou a acclimaté en France la comédie baroque qui avait fleuri en Espagne et en Angleterre au lieu de la tragédie classique de Sénèque et de la comédie classique de Térence. Corneille s'oriente dans la même direction.
En 1634, à la publication de Cléagénor et Doristée (jouée en 1630), il affirme déjà être l’auteur de trente pièces, mais ceci comprend probablement des adaptations. Diane (jouée en 1630, publiée en 1633), Les Occasions perdues (jouée en 1631, publiée en 1635), qui lui font obtenir les faveurs de Richelieu et L’Heureuse constance (jouée en 1631, publiée en 1635), louée par Anne d'Autriche, sont produites en succession rapide et étaient toutes dans la manière espagnole.
En 1631, il imite Plaute dans Les Ménechmes et, en 1634, Sénèque dans son Hercule mourant. Suivent des comédies et des tragi-comédies. Des documents établissent la vente, en 1636, de quatre pièces à l’éditeur parisien Antoine de Sommaville pour 750 livres tournois et, l’année suivante, la vente de dix nouvelles pièces au même libraire.
Il passe alors beaucoup de temps au Mans chez François de Faudoas comte de Belin, son protecteur, qui était l’un des adversaires de Pierre Corneille dans la querelle du Cid. On a généralement supposé, en partie en raison d’une lettre fabriquée, longtemps admise comme étant de Corneille, que Rotrou avait généreusement défendu son prétendu ami dans cette affaire. Il est plus vraisemblable que Rotrou ait adopté une neutralité de bon aloi dans un différend où il avait des intérêts dans les deux camps. Toutefois, à cause d'une lettre intitulée L’Inconnu et véritable amy de Monsieur de Scudéry et Corneille (1637), qui lui fut un temps accordée, Rotrou a pourtant été crédité d’une tentative de réconciliation entre les parties.
À la mort du comte de Belin en 1637, Rotrou achète en 1639 la charge de lieutenant particulier au bailliage de Dreux. L’année suivante, le 9 juillet, il épouse, à Mantes, Marguerite Camus, fille d'un bourgeois de cette ville, et s'installe dans une vie de magistrat et de père de famille. Parmi les pièces écrites avant son mariage, on compte une traduction de l’Amphitryon de Plaute, sous le titre Les Deux Sosies (1636), d’Antigone (1638) et de Laure persécutée (jouée en 1637 ; publiée en 1639), dans un style opposé à celui de ses pièces classiques.
En 1646, Rotrou produit le premier de ses quatre chefs-d’œuvre, Le Véritable Saint Genest (jouée en 1646 ; publiée en 1648) d’après Lo Fingido verdadero de Lope de Vega, Dom Bernard de Cabrère (1647) est une tragi-comédie de mérite ; Venceslas d’après No ay ser padre siendo rey de Rojas Zorrilla (1647 ; publiée en 1648) est considérée comme son chef-d'œuvre et a eu plusieurs reprises à l'époque moderne ; Cosroès (1649) a un arrangement oriental et est considérée comme la seule pièce absolument originale de Rotrou.
Resté à son poste à Dreux lors de l’épidémie de peste de 1650, Rotrou la contracte et en meurt en quelques heures.

## Œuvres

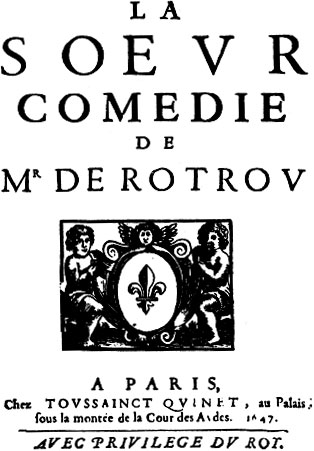
La Sœur de Rotrou.

- Agésilan de Colchos, tragi-comédie, 1635.
- Amarillis
- Amélie, tragi-comédie, 1636.
- L'Aveugle de Smyrne
- Les Captifs, ou les Esclaves, comédie, 1638.
- L'Hypondriaque ou le Mort amoureux, tragi-comédie, 1628.
- La Bague de l'oubli, comédie, 1628.
- Cléagenor et Doristée, tragi-comédie, 1630.
- La Diane, comédie, 1630.
- L'Heureuse Constance, tragi-comédie, 1631.
- Les Ménechmes, comédie, 1632.
- La Comédie des Tuileries
- Cosroès, tragédie, 1648.
- Dom Bernard de Cabrère, tragi-comédie, 1647.
- Dom Lope de Cardone, tragi-comédie, 1649.
- La Florimonde, comédie, 1649.
- Hercule mourant, tragédie, 1632.
- Laure persécutée, tragi-comédie, 1637.
- Métamorphose des yeux de Philis en astres
- La Naissance d'Hercule, ou l’Amphitryon
- Les Occasions perdues, tragi-comédie, 1631.
- La Sœur, comédie, 1645.
- Le Temple de la mort
- Venceslas, tragédie, 1647.
- Le Véritable Saint Genest, tragédie, 1646.
- Antigone, tragédie, 1638[1].
- Iphigénie, tragédie, 1640.
- La Célimène, comédie, 1633.
- L'Heureux naufrage, tragi-comédie, 1633.
- La Céliane, tragi-comédie, 1634.
- La Belle Alphrède, comédie, 1634.
- La Pèlerine amoureuse, tragi-comédie, 1634.
- L'Innocente Infidélité, tragi-comédie, 1635.
- Clorinde, comédie, 1636.
- Les Deux Sosies, comédie, 1636.
- Les Deux Pucelles, tragi-comédie, 1636.
- Crisante, tragédie, 1639.
- Clarice, comédie, 1641.
- La Bélisaire, tragédie, 1643.
- Célie ou le Vice-roi de Naples, comédie, 1646.

## Postérité et hommages

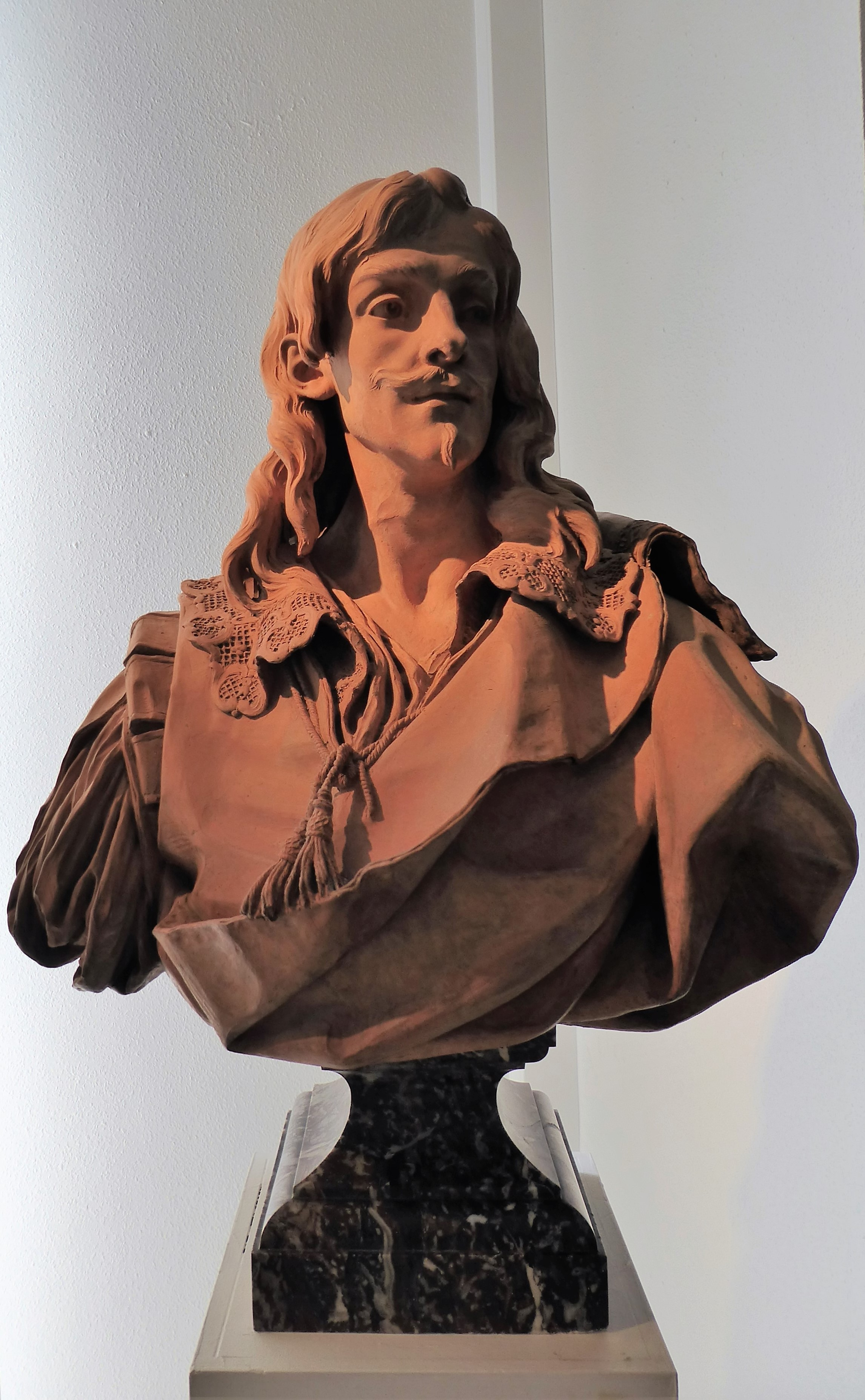
Buste de Jean Rotrou par Jean-Jacques Caffieri (1725-1792), musée d'Art et d'Histoire de Dreux.

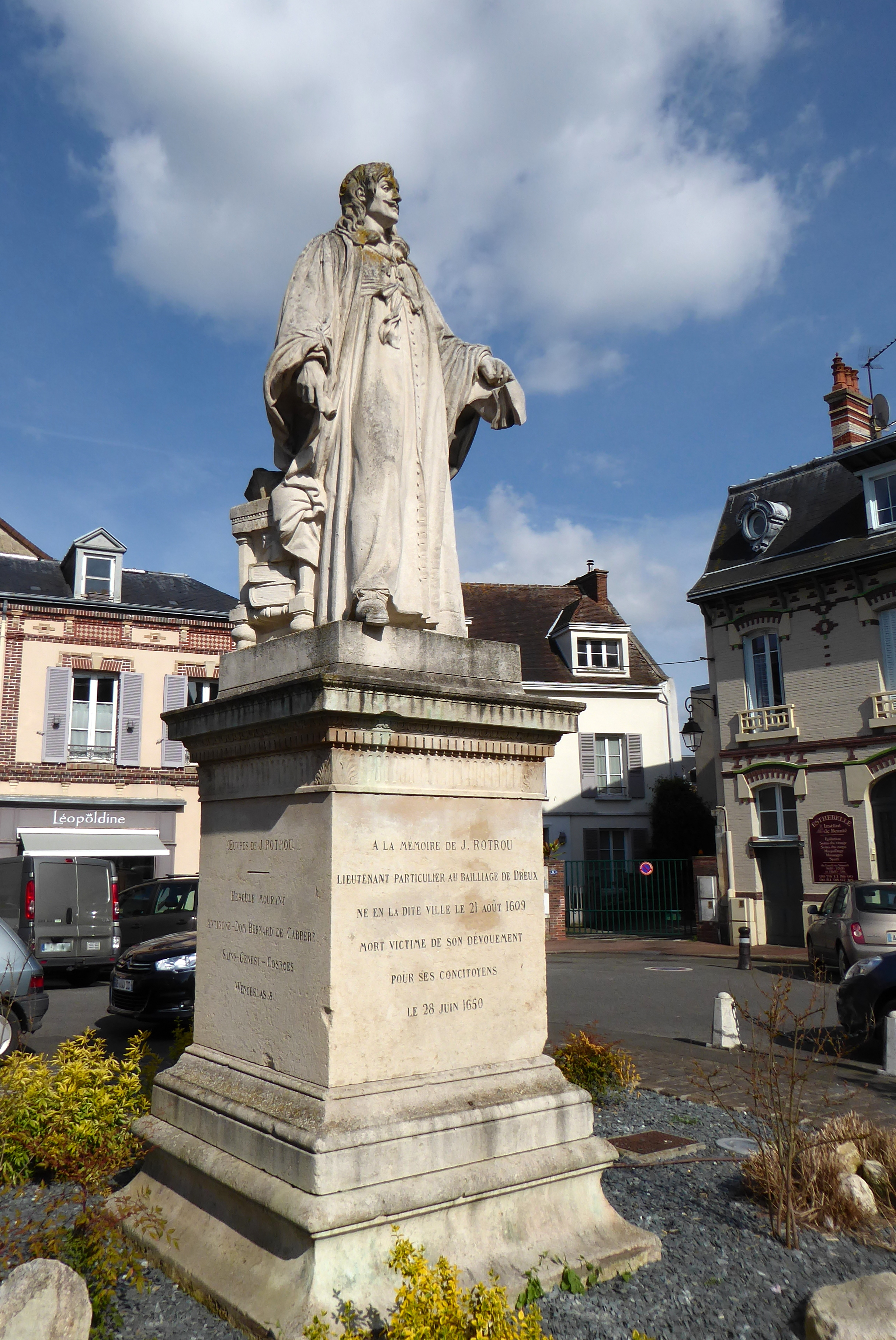
Statue de Jean de Rotrou, place Rotrou à Dreux.

### Postérité
Alors que Rotrou, qui a été qualifié par Voltaire de « fondateur du théâtre », est un des auteurs dramatiques les plus importants de son époque (avec Corneille), la tradition de l'histoire littéraire en France a malheureusement laissé ses œuvres de côté et a participé à sa méconnaissance par le grand public en voulant circonscrire le Grand Siècle français aux œuvres de Corneille, Molière et Racine.
Sa grande fécondité littéraire (il a laissé trente-cinq pièces rassemblées sans compter celles perdues, égarées ou non réunies) et sans doute l’incertitude du plan dramatique que démontre son éternelle hésitation entre les styles classique et baroque ont cependant nui à la réception équitable de son œuvre. Les situations qu'il peint, souvent pathétiques et nobles, comme la brillance, la force et la simplicité de ses vers l'ont hissé, à juste titre, presque à l’égal de Corneille et de Racine.
Vuillemin affirme dans la notice qu'il a rédigée pour le répertoire officiel des Célébrations nationales agréées par le Ministère de la Culture en 2009 que Rotrou peut être considéré comme « le plus éminent des moins éminents dramaturges du Grand Siècle » (p. 84). Un colloque savant a été consacré à l'auteur en 2005 à Tours : Rotrou. Maître du théâtre européen ; de nombreuses études savantes se sont intéressées à son œuvre; il a été mis au programme de l'agrégation de lettres modernes en 2008.

### Hommages
- La rue Rotrou qui flanque sur sa gauche le théâtre de l'Odéon à Paris porte son nom, celle de droite porte celui de Corneille. Dans son ouvrage Baroquisme et théâtralité, Jean-Claude Vuillemin utilise « rotrouesque » en tant qu'adjectif dérivé.

- Dreux, sa ville natale, lui a attribué le nom d'une place, au centre de laquelle une statue, inaugurée le 30 juin 1867[3], le représente et lui rend hommage, rappelant son dévouement fatal lors de l'épidémie de peste de 1650. Sur le piédestal, sont gravés les textes suivants :

« À la mémoire de J. Rotrou / lieutenant particulier au bailliage de Dreux / né en la dite ville le 21 août 1609 / mort victime de son dévouement / pour ses concitoyens / le 28 juin 1650 »

« Œuvres de J. Rotrou / Hercule mourant / Antigone - Dom Bernard de Cabrère / Saint-Genest - Cosroès / Venceslas »

#### Édition de référence
- Théâtre complet (directeur d'ensemble : Georges Forestier), Société des textes français modernes, 13 volumes (1998-2020) :

1. Bélisaire, Venceslas (éd. M. Béthery)
2. Hercule mourant, Antigone, Iphigénie (éd. B. Louvat, D. Moncond'huy, A. Riffaud)
3. La Sœur, Célie ou le Vice-Roi de Naples (éd. C. Bourqui)
4. Crisante, Le Véritable Saint Genest, Cosroès (éd. C. Delmas, A. Duroux, P. Pasquier)
5. L’Hypocondriaque, Amélie, La Doristée (éd. H. Baby)
6. La Célimène, Diane (éd. . Lochert, L. Picciola)
7. Laure persécutée, L’Innocente Infidèlité, La Pèlerine amoureuse (éd. C. Dumas, P. Gethner, J.-C. Vuillemin)
8. Les Ménechmes, Les Sosies, Les Captifs ou les Esclaves (éd. N. Courtès, J.-Y. Vialleton, H. Visentin)
9. La Bague de l’oubli, La Clorinde, La Belle Alphèdre (éd. S. Berrégard, N. Courtès, J.-C. Vuillemin)
10. La Céliane, Le Filandre, La Florimonde (éd. S. Berrégard, V. Lochert, J.-Y. Vialleton)
11. Les Occasions perdues, L’Heureuse Constance, Les Deux Pucelles (éd. N. Courtès, C. Dumas, L. Picciola)
12. L’Heureux naufrage, Agésilan de Colchos, Clarice (éd. P. Gethner, P. Pasquier, B. Louvat)
13. Don Bernard de Cabrère, Don Lope de Cardone, Poésies (éd. B. Louvat, P. Gethner, J.-Y. Vialleton)

#### Études
- Jules Jarry, Essai sur les œuvres dramatiques de Jean Rotrou, Genève, Slatkine Reprints, 1868 ; 1970 ;
- Henri Chardon, La Vie de Rotrou mieux connue, documents inédits sur la société polie de son temps et la querelle du Cid, Paris, Alphonse Picard, 1884, 268 p. (lire en ligne) ;
- Lucien Merlet, membre correspondant de l'Institut, Poètes beaucerons antérieurs au XIXe siècle, tome deuxième, Chartres, imprimerie Durand, rue Fulbert, 1894, 310 p. (BNF 30931101), p. 23-42, lire en ligne sur Gallica ;
- Jacqueline van Baelen, Rotrou, le héros tragique et la révolte, Paris, Nizet, 1965 ;
- Léonce Curnier, Étude sur Jean Rotrou, Genève, Slatkine Reprints, 1971 ;
- Jean-Claude Vuillemin, Baroquisme et théâtralité : le théâtre de Jean Rotrou, Paris ; Seattle, PFSCL, 1994 ;
- Jacques Morel, Jean Rotrou, dramaturge de l'ambiguïté, réimp. Paris, Klincksieck, 2002  (ISBN 978-2-252-03370-8) ;
- Jean-Claude Vuillemin, « Jeux de théâtre et enjeu du regard dans le théâtre de Rotrou », Littératures classiques, n° 63, automne 2007, p. 239-249 ;
- Jean-Claude Vuillemin, « Jean de Rotrou (1609-1650) », in Luc Foisneau (dir.), Dictionnaire des philosophes français du XVIIe siècle : acteurs et réseaux du savoir, Paris, Classiques Garnier, coll. « Dictionnaires et synthèses », 2015 ;
- Jean-Claude Vuillemin, « Jean de Rotrou : bibliographie critique par Jean-Claude Vuillemin », sur Penn State University Libraries (https://openpublishing.psu.edu), 2007 (consulté le 21 janvier 2023).

#### Œuvres en ligne surGallica
- Agésilan de Colchos, Paris, A. de Sommaville, 1637
- Amarillis, Paris, A. de Sommaville et A. Courbé, 1653
- Amélie, Paris, A. de Sommaville, 1638
- Cléagenor et Doristée, Paris, A. de Sommaville, 1634
- Cosroès, Paris, A. de Sommaville, 1649
- Dom Bernard de Cabrère, Paris, A. de Sommaville, 1647
- Dom Lope de Cardone, Paris, A. de Sommaville, 1652
- Hercule mourant, Paris, A. de Sommaville, 1636
- L'Aveugle de SmyrneParis, chez Augustin Courbé. M.DC.XXXVIII
- La Comédie des Tuileries par les cinq auteurs Boisrobert, P. Corneille, Rotrou, Colletet et L'Estoile ; Éd. J. Baudoin, Paris, A. Courbé, 1638
- La Florimonde, Paris, A. de Sommaville, 1655
- La Naissance d'Hercule, ou L'Amphytrion, Paris, A. de Sommaville, 1650
- La Sœur, Paris, T. Quinet, 1647
- Laure persécutée, Paris, A. de Sommaville, 1640
- Le Temple de la mort, Paris, A. de Sommaville, 1646
- Le Véritable St Genest, Paris, T. Quinet, 1647
- Les Captifs, ou Les esclaves, Paris, A. de Sommaville, 1640
- Les Occasions perdues, Paris, A. de Sommaville, 1636
- Métamorphose des yeux de Philis en astres, Paris, A. de Sommaville, 1649
- Venceslas, Paris, A. de Sommaville, 1648